# 송탄초등학교
송탄초등학교는 대한민국 경기도 평택시 송탄동에 있는 공립 초등학교이다.

## 학교 연혁
- 1945. 11. 01 서정리공립국민학교 송탄분교장 설치
- 1949. 06. 30 송탄공립국민학교 설치인가
- 1949. 07. 01 서정리공립국민학교에서 6학급 분리 및 편성 개교
- 1985. 02. 06 병설유치원 1학급 인가
- 2006. 09. 01 5개 교실 신축
- 2006. 11. 30 조리실 및 급식실 신축
- 2008. 10. 31 신관 교실 3실 증축
- 2013. 02. 13 체육관 신축
- 2013. 02. 15 제64회 졸업장 수여식(졸업생 57명, 총 졸업생 5,516명)
- 2013. 03. 04 12학급(264명) 유치원 1학급(15명) 편성
- 2013. 09. 01 제28대 신일섭 교장선생님 부임
- 2014. 02. 14 제65회 졸업장 수여식(졸업생 30명, 총 졸업생 5,546명)
- 2015. 02. 13 제66회 졸업장 수여식(졸업생 45명, 총 졸업생 5,591명)
- 2015. 03. 01 초등 12학급, 특수학급 1학급 ,유치원 1학급 편성